# Jules Martin Philippot
Jules Martin Philippot (Charleroi, 18 februari 1843 - Vorst, 31 januari 1934) was een Belgisch volksvertegenwoordiger.

## Levensloop
Philippot was een zoon van de hotelier Martin Philippot (° 1810) en van Marie-Alexisine Wartique (1816-1894). Hij trouwde met Marie Jonet en trad in tweede huwelijk met Léona Quinet.
Hij promoveerde tot burgerlijk ingenieur aan de École des Mines van de Universiteit van Luik. Zijn professioneel curriculum verliep als volgt:
- ingenieur bij de spoorwegen Grand Central Belge (1867-1868),
- ingenieur bij de Charbonnages Réunis in Charleroi (1868-1872),
- directeur-bestuurder van de Charbonnages de Falnuée in Courcelles (na 1872).

Philippot was een dynamisch ondernemer. Hij stond aan de wieg van verschillende vennootschappen. Zo was hij:
- oprichter van de s.a. Glaces de Moustier-sur-Sambre (1883-1913),
- oprichter en voorzitter van de Glaceries et Charbonnages de Bohème,
- medestichter van de Société de Poudrerie de Marcinelle,
- stichter van de Glaceries Rheinische Spiegelglasfabrik in Eckamp bij Ratingen.

Verder was hij ook nog:
- voorzitter van de Banque de Charleroi,
- bestuurder van de Laminoirs de Phénix in Châtelineau,
- voorzitter van de Société des Verreries Dominique Jonet in Charleroi,
- bestuurder van de Société Minière et Industrielle du Tamega.

Van 1878 tot 1890 was hij provincieraadslid voor Henegouwen en in 1890-1891 gemeenteraadslid van Courcelles.
In april 1890 werd hij liberaal volksvertegenwoordiger voor het arrondissement Charleroi en oefende dit mandaat uit tot in oktober 1894.